# Electro-Motive Diesel

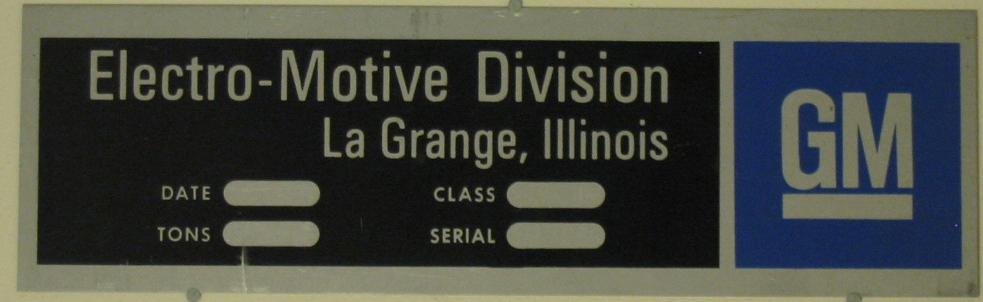
Placa em alto relevo da Electro-Motive Division, divisão da GM

Logotipo oficial da EMD, usado até hoje em suas locomotivas e motores

A Electro-Motive Diesel (EMD) é um fabricante multinacional de origem estadunidense de locomotivas e motores a diesel para a indústria ferroviária. A empresa é de propriedade da Caterpillar através de sua subsidiária Progress Rail Services.
Até 2005 foi conhecida como Electro-Motive Division da General Motors), foi o maior fabricante mundial de locomotivas diesel-elétricas para todos os usos, além de motores diesel para aplicação marítima e outros equipamentos relacionados a geração de força motora.
Na esteira da atual preocupação ambiental presente na pauta das grandes corporações, a EMD lançou, em parceria com a chinesa Dalian Locomotive Works e a americana Rolling Stock Co., a locomotiva JT56ACe, uma diesel-elétrica de 6.000 hp, com promessa de baixa emissão de poluentes e produzida sob medida para o mercado chinês. Da mesma maneira, anunciou em 2008 o seu programa de atualização ECO, que prevê a substituição dos componentes de força de locomotivas antigas por outros mais modernos, com maior economia de combustível e menos poluentes.

## História
Fundada em Cleveland, Ohio em 1922 por H. L. Hamilton e Paul Turner com o nome de Electro-Motive Engeneerig Company. Em 1925 seu nome foi mudado para Electro-Motive Company (EMC). Sua sede está na cidade de London, Ontário.
Por quase quarenta anos reinou absoluta na fabricação de locomotivas para as Américas, vendendo até 4 unidades para cada unidade General Electric.
Obteve problemas com a locomotiva SD50, sofrendo perda de clientes e vendas[carece de fontes?].
Nos últimos dez anos perdeu o primeiro lugar em vendas para a GE.
Em 2005, a GM vendeu a EMD para a Greenbriar Equity Group e a Berkshire Partners , que formaram a Electro-Motive Diesel para facilitar a compra. Em 2010, a Progress Rail Services concluiu a compra da Electro-Motive Diesel da Greenbriar, Berkshire e outros.
Por meio da aquisição da Electro-Motive Diesel (EMD), a Progress Rail expandiu sua presença global, ampliando seu compromisso em oferecer produtos e serviços que são líderes no setor. Fundada em 1922, a EMD é originalmente fabricante de equipamentos de locomotivas diesel-elétricas. Com sede em LaGrange, Illinois (EUA), a EMD projeta, fabrica e vende locomotivas diesel-elétricas para todas as aplicações comerciais ferroviárias e é fornecedora global de motores diesel para propulsão marítima, plataformas de prospecção de petróleo offshore e terrestres, bem como de geração estacionária de energia. A empresa é a única fabricante de locomotivas diesel-elétricas que já produziu mais de 72.500 motores e tem a maior base instalada no mundo todo. A EMD também tem uma extensa atividade de oferta de peças de reposição, soluções de manutenção e uma ampla variedade de serviços que agregam valor a seus clientes.
Em 2011, a Progress Rail Services e a EMD anunciaram a escolha do local da nova fábrica e começaram a trabalhar com afinco a partir de março do mesmo ano. Durante este curto período, já foram produzidas novas locomotivas diesel-elétricas para o mercado brasileiro. A unidade de Sete Lagoas é a primeira fábrica de locomotivas da EMD a ser instalada no Brasil. Este é um marco que demonstra a abordagem estratégica da Progress Rail e da Electro-Motive Diesel no sentido de competir e ter sucesso no setor ferroviário em nível global.

## Motores produzidos
EMD produziu durante os anos os seguintes motores:
- EMD 567 — fora de fabricação.
- EMD 645 — fora de fabricação.
- EMD 710 — Em fabricação.
- EMD 265 — "H Engine" Em fabricação.

## Fábricas
| Localização                        | Operação        | Produção                                         | Notas                 |
| ---------------------------------- | --------------- | ------------------------------------------------ | --------------------- |
| London, Ontario                    | 1949-presente   | depois como Electro Motive Division of GM Canada | agora como EMD London |
| LaGrange, IL                       | 1935-presente   |                                                  | agora como EMD US     |
| Sete Lagoas, Minas Gerais - Brasil | 2011 - presente |                                                  | agora como EMD BR     |

Clyde Engineering da Austrália atualmente é licenciada para produzir locomotivas EMD.

## Locomotivas no Brasil
A seguir serão listadas as locomotivas diesel-elétricas Electro-Motive Division que rodaram ou rodam no Brasil. Muitas dessas unidades foram produzidas no Brasil pela Villares ou na Espanha pela Macosa, sob licença da EMD.

### Industrial ou manobreira
| MODELO | ANO DE PRODUÇÃO | FABRICANTE | TOTAL | RODAGEM | POTÊNCIA TOTAL / DISPONÍVEL | MOTOR   | IMAGEM |
| ------ | --------------- | ---------- | ----- | ------- | --------------------------- | ------- | ------ |
| SW1200 | 1965            | EMD        | 4     | B-B     | 1425/1310 hp                | 12-567C |        |
| SW1500 | 1970            | EMD        | 1     | B-B     | 1650/1500 hp                | 12-645C |        |

### Diesel-hidraúlica
| MODELO | ANO DE PRODUÇÃO | FABRICANTE | TOTAL | RODAGEM | POTÊNCIA TOTAL / DISPONÍVEL | MOTOR                    | IMAGEM |
| ------ | --------------- | ---------- | ----- | ------- | --------------------------- | ------------------------ | ------ |
| GMDH-1 |                 | GMD        | 1     | B-B     | 660/600-hp                  | Detroit Diesel Series 60 |        |

### Série exportação
| MODELO    | ANO DE PRODUÇÃO | FABRICANTE | TOTAL | RODAGEM | POTÊNCIA TOTAL / DISPONÍVEL | MOTOR     | IMAGEM |
| --------- | --------------- | ---------- | ----- | ------- | --------------------------- | --------- | ------ |
| B12       | 1953            | GMD        | 9     | B-B     | 1325/1015hp                 | 12-567C   |        |
| GL8       | 1961/1963       | EMD        | 60    | B-B     | 950/875 hp                  | 8-567C    |        |
| G8        | 1958            | EMD        | 2     | A1A-A1A | 950/875 hp                  | 8-567C    |        |
| G8        | 1958            | EMD        | 32    | B-B     | 950/875 hp                  | 8-567C    |        |
| G12       | 1957            | EMD        | 33    | B-B     | 1425/1310 hp                | 12-567C   |        |
| G12       | 1958            | EMD        | 18    | B-B     | 1425/1310 hp                | 12-567C   |        |
| G12       | 1958            | EMD        | 119   | B-B     | 1425/1310 hp                | 12-567C   |        |
| G12       | 1963            | EMD        | 45    | B-B     | 1425/1310hp                 | 12-567C   |        |
| G16CU     | 1961/1962       | EMD        | 38    | C-C     | 1950/1800 hp                | 16-567C   |        |
| G22U      | 1971/1973       | Macosa     | 129   | B-B     | 1650/1500 hp                | 12-645E   |        |
| G22CU     | 1973            | Macosa     | 24    | C-C     | 1650/1500 hp                | 12-645E   |        |
| G26CU     | 1974            | EMD        | 36    | C-C     | 2200/2000 hp                | 16-645E   |        |
| GT18MC    |                 | EMD        | 15    | C-C     | 1555/1450 hp                | 8-645E3   |        |
| GT22CUM-1 | 1984            | Villares   | 50    | C-C     | 2450/2250 hp                | 12-645E3B |        |
| GT22CUM-2 | 1986            | Villares   | 10    | C-C     | 2450/2250 hp                | 12-645E3B |        |
| GT26CU-2  | 1978            | Macosa     | 36    | C-C     | 3300/3000hp                 | 16-645E3  |        |
| GT26CUM   |                 | EMD        | 61    | C-C     | 3300/3000hp                 | 16-645E3  |        |
| GT26CU-2  | 1982            | Villares   | 4     | C-C     | 3300/3000 hp                | 16-645E3  |        |
| GT26CU-MP | 1991            | Villares   | 9     | C-C     | 3300/3000 hp                | 16-645E3C |        |
| GT26MC    |                 | EMD        | 15    | C-C     |                             | 16-645E3  |        |

### Série "GP" General Purpose
| MODELO | ANO DE PRODUÇÃO | FABRICANTE | TOTAL | RODAGEM | POTÊNCIA TOTAL / DISPONÍVEL | MOTOR   | IMAGEM |
| ------ | --------------- | ---------- | ----- | ------- | --------------------------- | ------- | ------ |
| GP7    | 1949 a 1954     | EMD        |       | B-B     | 1500 hp                     | 16-567B |        |
| GP9    | 1958            | EMD        | 5     | B-B     | 1950/1800 hp                | 16-567C |        |
| GP18   | 1961/1963       | EMD        | 12    | B-B     | 1950/1800hp                 | 16-567C |        |

### Série "SD" Special Duty
| MODELO  | ANO DE PRODUÇÃO | FABRICANTE | TOTAL | RODAGEM | POTÊNCIA TOTAL / DISPONÍVEL | MOTOR     | IMAGEM |
| ------- | --------------- | ---------- | ----- | ------- | --------------------------- | --------- | ------ |
| SD18    | 1962            | EMD        | 28    | C-C     | 1950/1800hp                 | 16-567D1  |        |
| SD38M   | 1967            | EMD        | 42    | C-C     | 2200/2000 hp                | 16-645-E  |        |
| DDM45   | 1970/1971       | EMD        | 82    | D-D     | 3900/3600hp                 | 20-645E3  |        |
| SD40-2  | 1980            | Macosa     | 36    | C-C     | 3300/3000hp                 | 16-645E   |        |
| SD38-2  | 1984            | EMD        | 2     | C-C     | 2200/2000hp                 | 16-645E   |        |
| SD40-2  | 1985            | Villares   | 29    | C-C     | 3300/3000hp                 | 16-645E3C |        |
| SD60M   | 1991            | Villares   | 2     | C-C     | 4100/3968hp                 | 16-710G3A |        |
| SD70M   | 1999            | EMD        |       | C-C     | 4380hp                      |           |        |
| SD70ACe | 2005            | EMD        |       | C-C     | 4300hp                      | 16-710    |        |
| SD40T-2 |                 | EMD        |       | C-C     | 3000hp                      | 16-645E3  |        |
| BB40-2  |                 | EMD        |       | B-B+B-B | 3000hp                      | 16-645E3  |        |